# The Tijuana Story
The Tijuana Story es una película policial de cine negro estadounidense de 1957 dirigida por László Kardos.

## Argumento
Un valiente director de periódico se enfrenta a la mafia de Tijuana, dispuesta a acabar con cualquiera que intente detenerla.

## Reparto
- Rodolfo Acosta como Manuel Acosta Mesa.
- James Darren como Mitch.
- Robert McQueeney como Eddie March.
- Jean Willes como Liz March.
- Joy Stoner como Linda
- Paul Newlan como Perón Díaz.
- George E. Stone como Pino
- Michael Fox como Reuben Galindo.
- Robert Blake como Enrique Acosta Mesa.
- William Fawcett como Alberto Rodríguez.
- Paul Coates como él mismo - narrador.

## Producción
Manuel Acosta Mesa fue un periodista y editor del periódico El Imparcial que fue asesinado a tiros el 26 de julio de 1956 en su casa de Tijuana. Un año después, Manuel Dueñas fue condenado a seis años de prisión por su participación. Las autoridades no identificaron públicamente a ningún otro sospechoso en el caso.
La película fue narrada por el periodista Paul Coates, quien dio a conocer la historia original. Se filmó en locaciones en México.